# Disney's Beauty and the Beast (videojuego de 1993)
Belle's Quest y Roar of the Beast, son un par de videojuegos de acción-aventura desarrollados por Software Creations y publicados por Sunsoft para la Sega Megadrive en 1993. Están basados en la película La bella y la bestia de Disney de 1991.

## Jugabilidad
Ambos juegos tratan sobre el encuentro de Bella con la Bestia, cada uno por su lado. Comparten la base jugable del plataformeo, pero se diferencian en su jugabilidad específica: Belle's Quest consiste una serie de desafíos y minijuegos en el que Bella puede saltar, agacharse, hacer movimientos especiales y montar a caballo, mientras que Roar of the Beast se centra más en la acción, en el que la Bestia puede atacar y rugir para paralizar a sus enemigos. Por sus diferencias, son llamados la "versión para niñas" y la "versión para niños" respectivamente.

## Trama
En Belle's Quest, el padre de Bella está prisionero en el castillo de la Bestia, por lo que Bella se embarca en un viaje para poder rescatarlo, y eventualmente, encontrarse con su príncipe (la Bestia), ayudando a romper el hechizo.
En Roar of the Beast, la Bestia debe proteger la rosa encantada de una plaga de criaturas del bosque que han invadido su castillo, poder romper el hechizo, y encontrarse con Bella.

## Recepción
Electronic Gaming Monthly entregó a Belle's Quest y Roar of the Beast una calificación de 62 y 50 respectivamente, llamando a Belle's Quest un "gran juego para niñas peqeñas", mientras que con Roar of the Beast, dijo que "a pesar de estar dirigido a niños pequeños, no se controla bien" (debido a su dificultad elevada).